# Літл-Фолс (Міннесота)
Літл-Фолс (англ. Little Falls) — місто (англ. city) в США, в окрузі Моррісон штату Міннесота. Населення — 9140 осіб (2020).

## Географія
Літл-Фолс розташований за координатами 45°58′56″ пн. ш. 94°21′36″ зх. д. / 45.98222° пн. ш. 94.36000° зх. д. (45.982103, -94.360127).  За даними Бюро перепису населення США в 2010 році місто мало площу 20,14 км², з яких 18,74 км² — суходіл та 1,40 км² — водойми.

## Демографія
Згідно з переписом 2010 року, у місті мешкали 8343 особи в 3608 домогосподарствах у складі 2055 родин. Густота населення становила 414 особи/км².  Було 3867 помешкань (192/км²).
Расовий склад населення:
| - 96,1 % — білих - 0,8 % — чорних або афроамериканців - 0,5 % — азіатів - 0,4 % — корінних американців |

До двох чи більше рас належало 1,9 %. Частка іспаномовних становила 1,4 % від усіх жителів.
За віковим діапазоном населення розподілялося таким чином: 22,2 % — особи молодші 18 років, 57,2 % — особи у віці 18—64 років, 20,6 % — особи у віці 65 років та старші. Медіана віку мешканця становила 40,9 року. На 100 осіб жіночої статі у місті припадало 88,5 чоловіків;  на 100 жінок у віці від 18 років та старших — 83,3 чоловіків також старших 18 років.
Середній дохід на одне домашнє господарство  становив 54 325 доларів США (медіана — 40 920), а середній дохід на одну сім'ю — 68 657 доларів (медіана — 57 697). Медіана доходів становила 42 000 доларів для чоловіків та 37 029 доларів для жінок. За межею бідності перебувало 15,3 % осіб, у тому числі 15,7 % дітей у віці до 18 років та 17,8 % осіб у віці 65 років та старших.
Цивільне працевлаштоване населення становило 4216 осіб. Основні галузі зайнятості: освіта, охорона здоров'я та соціальна допомога — 24,9 %, виробництво — 15,6 %, роздрібна торгівля — 15,4 %.